# 126 (numero)
Centoventisei (126) è il numero naturale dopo il 125 e prima del 127.

## Proprietà matematiche
- È un numero pari.
- È un numero composto dai seguenti divisori: 1, 2, 3, 6, 7, 9, 14, 18, 21, 42, 63 e 126. Poiché la somma dei relativi divisori (escluso il numero stesso) è 186 > 126, è un numero abbondante.
- È un numero decagonale, 43-gonale, pentapiramidale e pentatopico.
- È un numero scarsamente totiente.
- È un numero di Harshad nel sistema numerico decimale, essendo divisibile per la somma delle sue cifre.
- È un numero semi-perfetto in quanto è dato dalla somma di alcuni suoi divisori (126=1+2+18+42+63).
- È un numero del Triangolo di Pascal.
- È un numero di Ulam.
- È un numero di Friedman nel sistema decimale.
- È il quinto numero di Granville, il terzo a non essere perfetto e il primo e forse l'unico ad avere tre fattori primi distinti[1].
- È il numero massimo di ipersfere in 7 dimensioni congruenti che un'altra ipersfera eptadimensionale può toccare senza che vi siano intersezioni.
- È parte delle terne pitagoriche (32, 126, 130), (120, 126, 174), (126, 168, 210), (126, 432, 450), (126, 560, 574), (126, 1320, 1326), (126, 3968, 3970).
- È un numero palindromo nel sistema di numerazione posizionale a base 5 (1001), in quello a base 13 (99) e in quello a base 20 (66). In base 13 e in base 20 è anche un numero a cifra ripetuta.
- È un numero pratico.
- È un numero congruente.
- È un numero malvagio.

## Astronomia
- 126P/IRAS è una cometa periodica del sistema solare.
- 126 Velleda è un asteroide della fascia principale del sistema solare.

## Astronautica
- Cosmos 126 è un satellite artificiale russo.

## Altri ambiti
- È il settimo (e l'ultimo) numero magico in fisica nucleare.
- Secondo l'Epopea di Gilgamesh, è il numero di anni in cui Gilgamesh regnò.
- Numero della Lovegang 126 i cui fondatori sono Ketama126, Franco126, Gordo, Pretty Solero e Asp126